# پیتومنیک
پیتومنیک (به لاتین: Pitomnik) یک منطقه مسکونی در جمهوری آذربایجان است که در شهرستان ترتر واقع شده است.